# Monotoni (matematik)
 For alternative betydninger, se Monotoni. (Se også artikler, som begynder med Monotoni)
I matematik siges en funktion at være monoton, dersom den enten er voksende eller aftagende i sin definitionsmængde. Eksempelvis er funktionen {\displaystyle f(x)=5x+7} monotont voksende mens {\displaystyle g(x)=-8x+3} er aftagende.
En undersøgelse af en funktions monotoniforhold består i at dele funktionens definitionsmængde op i såkaldte monotoniintervaller, så funktionen i hvert delinterval er enten voksende eller aftagende.

## Definition
Funktionen {\displaystyle f} siges at være voksende dersom {\displaystyle x_{1}\leq x_{2}} medfører {\displaystyle f(x_{1})\leq f(x_{2})}. Tilsvarende siges funktionen {\displaystyle f} at være aftagende dersom {\displaystyle x_{1}\leq x_{2}} medfører {\displaystyle f(x_{1})\geq f(x_{2})}. Med disse definitioner er en funktion både voksende og aftagende, netop hvis den er konstant. Alternativt kan man sige at en funktion har positiv vækst henholdsvis negativ vækst i stedet for at sige at f er voksende henholdsvis.
Monotoni kan også defineres ud fra grafens sekanter, idet en funktion er voksende netop hvis alle sekanter har hældning større end eller lig med nul og en funktion er aftagende netop hvis alle sekanter har hældning mindre end eller lig nul.
Funktionen siges at være strengt voksende dersom {\displaystyle x_{1}<x_{2}} medfører {\displaystyle f(x_{1})<f(x_{2})}, og den siges at være strengt aftagende dersom {\displaystyle x_{1}<x_{2}} medfører {\displaystyle f(x_{1})>f(x_{2})}. Vær opmærksom på den skarpe ulighed mellem {\displaystyle f(x_{1})} og {\displaystyle f(x_{2})}, der udgør forskellen på de to definitioner.
Hvis grafen for en funktion ikke har vandrette stykker, så er der ingen forskel på begreberne voksende og strengt voksende, og tilsvarende er der ikke forskel på begreberne aftagende og strengt aftagende. Specielt er konstante funktioner de eneste analytiske funktioner, som har et monotoniinterval, hvor funktionen er monoton uden at være strengt monoton.

### Tvetydighed
Der er ikke fuldkommen enighed i dansksprogede matematikbøger om at skelne mellem voksende og strengt voksende (henholdsvis aftagende/strengt aftagende). I mange danske lærebøger i matematik bruges begrebet voksende kun om funktioner, som er strengt voksende og begrebet aftagende kun om funktioner, som er strengt aftagende. Man kan bruge begrebet svagt voksende for funktioner som ovenfor kaldes voksende. Hvis man beskæftiger sig med funktioner, som ikke nødvendigvis er analytiske, og vil være helt sikker på ikke at blive misforstået, bør man derfor undgå at bruge ordet voksende alene uden at specificere, om man mener strengt eller svagt.

## Relation til differentialregning
Ofte vil man bruge differentialregning til at undersøge om en funktion f er voksende, idet der gælder at f er voksende i et interval netop hvis
{\displaystyle f'(x)\geq 0}
Ofte undersøges en funktions monotoniforhold ved at differentiere funktionen, idet der gælder at funktionen er voksende, hvis f' er mindst nul og tilsvarende at funktionen er aftagende hvis f' er højst nul.
Ved hjælp af differentialreging kan man tegne en monotonilinje for en funktion.

## Bog
- Hebsgaard, Thomas m.fl. (1989): Matematik Grundbog 2. Forlaget Trip, Vejle. ISBN 87-88049-13-2